# Abadia (Ascó)
Abadia és un edifici del municipi d'Ascó (Ribera d'Ebre) inclosa en l'Inventari del Patrimoni Arquitectònic de Catalunya. Està situat dins del nucli urbà de la població d'Ascó, al bell mig del terme, adossada a l'església parroquial i formant cantonada entre el carrer i la plaça de l'Abadia.

## Descripció
És un edifici cantoner amb pati posterior format per tres cossos adossats que li confereixen una planta rectangular. El cos principal presenta la coberta de teula de dos vessants i està distribuït en planta baixa, pis i golfes. La façana principal compta, a la planta baixa, amb un portal d'arc de mig punt adovellat, amb els brancals bastits amb carreus de pedra ben desbastats. Al seu costat, una senzilla finestra rectangular emmarcada en carreus desbastats, tot i que probablement ha estat restituïda. La part més destacable d'aquest nivell és el parament, bastit amb carreus de pedra ben desbastats disposats en filades regulars, tot i que també hi ha alguna refecció en pedra sense treballar.
Al primer pis, les obertures són encara més senzilles, donat que són rectangulars i amb els emmarcaments arrebossats i pintats. A l'esquerra del parament hi ha una finestra, mentre que a la part dreta destaca un finestral amb sortida a un balcó exempt, amb la llosana arrebossada i la barana de ferro. Les obertures del pis superior són rectangulars, apaïsades i estan obertes a l'exterior per aconseguir una bona ventilació de l'estança. La façana lateral, orientada al carrer, està força degradada. Fins al nivell de la planta baixa està bastida en pedra, mentre que els pisos superiors són de tàpia, protegits per un revestiment arrebossat i pintat. Adossats a la part posterior de l'edifici principal hi ha dos cossos rectangulars amb les cobertes de teula d'un sol vessant i distribuïts en planta baixa i pis. Són força senzills i presenten accés des del pati, directament al nivell superior de les dues construccions.

## Història
El carrer de l'Abadia agafa el seu nom de la casa del rector de la parròquia, adossada al temple. En aquesta zona de Catalunya, la casa del rector es denomina abadia. A la plaça de l'Abadia hi ha el forn de la Cristiandat Vella, on es reunien els jurats i prohoms de la Universitat dels cristians vells constituïts en el que es coneix com a “judici dels prohoms” per a determinar si un fet punible constituïa un delicte criminal o un fet penal civil.
L'acte començava convocant el batlle de la vila amb el detingut; aquell explicava els fets que s'imputaven al detingut, i si els jurats i prohoms el consideraven un fet penal civil el reu podia quedar alliberat previ lliurament d'una fiança. Si, en canvi, el fet era constitutiu d'un fet criminal, aleshores era pujat a la presó del castell on romania fins a la celebració del judici.